# Prokop Oberthor
Prokop Oberthor (Praag, 1 juli 1872 – aldaar, 8 juni 1958) was een Boheems componist, muziekpedagoog, militaire kapelmeester en hoornist.

## Levensloop
Oberthor studeerde van 1885 tot 1891 hoorn aan het toenmalige Prager Konservatorium, nu Státní konservatori hudby v Praze te Praag bij onder anderen Josef Bohuslav Foerster (harmonie). Van 1892 tot 1894 was hij dirigent van het kaiserliche und königliche privé-burgerkorps te Graz. Van 1894 tot 1910 was hij kapelmeester van de militaire muziekkapel van het Infanterie Regiment "Freiherr von Drathschmidt" Nr. 101 in Zagreb, toen nog Agram geheten. Hier gaaf hij les aan het plaatselijke conservatorium voor blaasinstrumenten en harmonieleer. Het regiment werd later verlegd naar Bela Crkva, toen Weißkirchen genaamd. Vervolgens was hij tot 1914 dirigent van de muziekkapel van het Infanterie Regiment nr. 37 te Wenen en van 1914 tot 1918 van de muziekkapel van het Infanterie Regiment nr. 29. 
Na de Eerste Wereldoorlog werd hij opgenomen in het Tsjecho-Slowaaks leger en werd dirigent van de militaire muziekkapel van de garnizoenmuziek in Čáslav (Tschaslau).  Daarna werd hij dirigent van de garnizoenmuziek Praag nr. IV. In 1919 wisselde hij als dirigent naar het Infanterie Regiment nr. 48 in Benešov (Beneschau). In 1922 werd hij medewerker in het Tsjecho-Slowaaks ministerie van landsverdediging en was van 1923 tot 1925 commandant van de militaire muziekschool te Roudnice nad Labem (Raudnitz). Van 1925 tot 1936 was hij inspecteur van de militaire muziek in Tsjechoslowakije. Een buitengewoon succes bereikt hij met een Tsjechisch militair orkest tijdens een internationaal wedstrijd van militaire orkesten in 1933 in Parijs. In 1936 ging hij met pensioen.
Als componist schreef hij verschillende werken voor harmonieorkest.

## Composities

### Werken voor harmonieorkest
- Andante Religioso, koraal
- Belmond, mars (Mars van het Infanterieregiment Freiherr von Drathschmidt nr. 101)
- Český pochod
- Das fidele Wien, selectie
- Fedrigoni
- Intermezzo Juanita
- Letcům zdar
- Pochod 25. pluku (Od Zvolena do Lučence), mars
- Pochod 45. pluku
- Pochod československé armády
- Pochod dělostřelců
- Pochod národních střelců
- Ráz na ráz
- Rej skřítků
- Schlacht bei Leipzig-Lindenau, mars
- Slovenský pochod
- Zastaveníčko